# S/2019 S 11
S/2019 S 11 ist einer der kleineren äußeren Monde des Planeten Saturn.

## Entdeckung und Benennung
S/2019 S 11 wurde am 1. Juli 2019 durch die Astronomen Scott Sheppard, David Jewitt, Edward Ashton, Brett Gladman, Jean-Marc Petit und Mike Alexandersen auf Aufnahmen entdeckt, die mit dem 8,2-m-Subaru-Teleskop am Mauna-Kea-Observatorium angefertigt wurden. Aus diesem Zeitraum konnten 61 weitere Saturnmonde nachgewiesen werden; die Entdeckung wurde am 8. Mai 2023 bekannt gegeben, der Mond erhielt die vorläufige Bezeichnung S/2019 S 11.
Der Beobachtungszeitraum von S/2019 S 11 erstreckt sich vom 5. Januar 2005 bis zum 16. August 2020; es liegen insgesamt 18 Beobachtungen über einen Zeitraum von 15 Jahren vor.

## Bahneigenschaften
S/2019 S 11 umkreist Saturn in drei Jahren und 2,3 Tagen auf einer stark elliptischen, retrograden Umlaufbahn zwischen 8.684.600 km und 32.352.800 km Abstand zu dessen Zentrum. Die Bahnexzentrizität beträgt 0,577, die Bahn ist 150,6° gegenüber dem Äquator von Saturn geneigt.
Der Mond ist Bestandteil der sogenannten Nordischen Gruppe von Saturnmonden, die den Planeten mit Bahnneigungen zwischen 145,2° und 177,5° und Bahnexzentrizitäten zwischen 0,130 und 0,580 retrograd umrunden.

## Physikalische Eigenschaften
S/2019 S 11 besitzt einen Durchmesser von etwa 2 km. Die absolute Helligkeit des Mondes beträgt 16,2 m.